# Wald-Michelbach
Wald-Michelbach est une commune de Hesse (Allemagne), située dans l'arrondissement de la Bergstraße, dans le district de Darmstadt.

## Personnalités liées à la ville
- Leander van Ess (1772-1847), théologien mort à Affolderbach.